# Záprstí
Záprstí (latinsky metacarpus) je skupina pěti záprstních kostí (ossa metacarpi, sg. os metacarpi), které tvoří kostru dlaně. Tvarově odpovídají dlouhým kostem, ale řadí se mezi krátké kosti (okolo 10 cm). Rozlišujeme na nich tři části:
- základna (basis) – proximální rozšířený konec záprstní kosti, nasedá na carpus;
- tělo (corpus) – tělo (odpovídá diafýze); má tři plochy: jednu zadní a dvě boční, které jsou směrem k dlani oddělené nevýraznou hranou;
- hlavice (caput) – distální rozšíření záprstní kosti, na ni nasedají ossa digitorum.

Všechny kosti jsou z dorsální strany dobře hmatné. Jsou očíslovány římskými číslicemi od I. do V. směrem od palce (v radioulnárním směru). Prostory mezi záprstními kůstkami se označují spatia interossea metacarpea.
Velikost metakarpálních kostí se u různých obratlovců značně liší. Obří metakarpální kosti mají například žirafy nebo pravěcí sauropodní dinosauři.
Odpovídající kosti lidské nohy se nazývají nártní.